# Beowulf & Grendel
Beowulf & Grendel é uma filme britânico-islando-canadense de 2005, dirigido por Sturla Gunnarsson, baseado num poema nórdico quase homônimo do séc. IX.
O filme tem locações na Islândia, e os cenários e figurinos remetem o espectador ao modo de vida dos vikings de há séculos.

## Sinopse
Hrothgar, rei de Daneland, e um grupo de guerreiros montados perseguem um homem grande e corpulento, que eles consideram um troll monstruoso, e seu jovem filho, em um grande campo aberto, até pai e filho se encontram à beira de um penhasco próximo ao mar. O pai orienta seu filho, Grendel, a descer e se esconder dos atacantes. Os dinamarqueses disparam flechas contra o pai, ateiam-lhe fogo e fazem-no cair do penhasco. O rei caminha em direção à beira do penhasco e vê o jovem Grendel escondido, mas prefere poupá-lo. Mais tarde, Grendel busca o corpo de seu pai na praia e como não consegue carregá-lo por ser muito pesado, com a espada corta-lhe a cabeça e a leva.
Muitos anos depois, a cabeça está dentro de uma gruta onde o menino Grendel cresceu para ser tão grande e robusto como seu pai. Grendel fere sua própria testa com pedradas para expressar sua ira vingativa para os dinamarqueses e dá início à sua campanha assassina da vingança, dirigindo-se ao povoado dos dinamarqueses durante a noite e executando vários homens do rei.
Quando Hrothgar encontra vinte de seus guerreiros mortos dentro de seu salão nobre, o rei dinamarquês cai em uma depressão. Beowulf, com a permissão do Hygelac, rei de Götaland, atravessa o mar em direção a Daneland com treze guerreiros, tendo como missão matar Grendel para Hrothgar.
A chegada de Beowulf e seus guerreiros de Hrothgar é bem-vinda, mas vila do rei caiu em um profundo desespero e muitos dos aldeões pagãos estão sendo convertidos ao cristianismo, a pedido de um monge irlandês, que acredita que assim cessará a onda de mortes e terror que assola o povoado.
Beowulf aprende mais sobre Grendel com Selma a bruxa e vidente da aldeia, que diz a Beowulf que Grendel não irá lutar com ele porque Beowulf não fez nenhum mal a ele. Um aldeão, recentemente batizado e, portanto, agora sem medo da morte, leva Beowulf e seus homens para o precipício acima da caverna de Grendel, mas sem uma corda eles têm medo de morrer descendo até a caverna , e voltam sem mesmo ver o esconderijo do ogro. O morador que os guiou à caverna é encontrado morto de maneira brutal, então Beowulf e seus  homens voltam à caverna  com uma corda e entram na caverna secreta de Grendel que está ausente. Um dos homens vingativos de Beowulf mutila a cabeça mumificada no santuário erguido por Grendel para seu pai morto assassinado.
Ao revelar mais sobre a natureza de Grendel, Selma conta como ele a tinha visitado uma vez e desajeitado a possuiu, tornando-a sua protegida desde esse dia.  Beowulf fica incomodado com essa revelação, o que não o impede de avançar para beijar Selma, que habilmente lhe dá um tapa e afirma que ela não será amarrada e arrastada como um cão. Mesmo diante da recusa inicial, Selma sucumbe aos encantos do bravo e corajoso guerreiro.
Diante da insistência de Beowulf em saber o que se passou entre o Rei e o troll, Hrothgar admite ter matado o pai de Grendel para roubar um peixe, explicando que poupou a criança troll por piedade.  Naquela noite, Grendel ataca os homens de Beowulf enquanto eles dormem no grande salão de Hrothgar, matando o guerreiro que profanou a cabeça de seu pai e, em seguida pula para fora do salão intentando fugir, mas é pego em uma armadilha de Beowulf que o deixa pendurado  por seu braço direito. Grendel, recusando-se a ser capturado escapa  cortando fora seu próprio braço e mesmo com uma hemorragia grave, consegue chegar à mesma praia onde ele havia encontrado o cadáver de seu pai morto , onde ele também morre, seu corpo é reivindicado por uma mão misteriosa.
Há grande festa no hall de Hrothgar, e o humor do rei foi animada pela derrota de Grendel. O braço decepado é mantido pelos dinamarqueses como um troféu. No entanto, os dinamarqueses são novamente atacados, dessa vez pela Mãe de Grendel, a bruxa do mar. Beowulf encontra seu esconderijo, onde ela colocou o corpo morto de Grendel, juntamente com uma pilha de tesouros. Ele  mata a bruxa com uma espada retirada desse tesouro. Ele nota que a luta foi assistida por um estranho rapaz de cabelos vermelhos, obviamente, filho de Grendel do acasalamento com Selma. O rapaz levanta sua própria espada, mas Beowulf escolhe  pôr fim ao conflito e não matá-lo.
Beowulf, com o filho de Grendel constrói um abrigo nas rochas onde enterra Grendel. Pouco tempo depois, Beowulf e seu bando de guerreiros deixam Daneland, mas não antes de alerta Selma que ela deve continuar a esconder o seu filho, para que os dinamarqueses não o persigam como fizeram com seu pai.

## Elenco
- Ingvar Eggert Sigurðsson - Grendel
- Gerard Butler - Beowulf
- Stellan Skarsgård - Hrothgar
- Sarah Polley - Selma
- Eddie Marsan - Brendan
- Tony Curran - Hondscioh
- Rory McCann - Breca
- Ronan Vibert - Thorkel
- Martin Delaney - Thorfinn
- Hringur Ingvarsson - jovem Grendel